# Stéphane Roy (scénographe)
Pour les articles homonymes, voir Roy et Stéphane Roy.
Stéphane Roy (né le 9 février 1963, à Québec) est un scénographe et un directeur artistique québécois (canadien).
Il participe à l'avant-garde québécoise en théâtre et en danse avec plus d'une centaine de scénographies réalisées à partir de 1988. Il collabore avec le Cirque du Soleil depuis le spectacle de tournée Dralion (1999).
Ses créations pour salle ou pour chapiteau ont été vues par des dizaines de millions de spectateurs à travers le monde. Les six spectacles du Cirque du Soleil dont il signe la scénographie sont toujours à l'affiche : Varekai (depuis 2002), Koozå (depuis 2007) et Kurios, Cabinet des curiosités (depuis 2014) en tournée ; Zumanity (depuis 2003) et Zarkana (depuis 2011) à Las Vegas ; Dralion en chapiteau (de 1999 à 2010) puis en version pour aréna (depuis 2010).

## Biographie
Stéphane Roy naît dans une famille de Québec liée aux arts et à la culture. Son père, l'architecte Jean-Marie Roy (1925-2011), partenaire de la firme Gauthier Guité Roy, se spécialise dans la conception d'édifices résolument modernes. Son corpus, qui s'étend des années 1950 aux années 1990, comprend le complexe de l'Université Laval (PEPS), l'externat classique Saint-Jean-Eudes, devenu le cégep de Limoilou, le musée des Forges-du-Saint-Maurice à Trois-Rivières et les tours du Complexe Desjardins à Montréal. Sa mère, Hélène Roy, fonde Vidéo Femme (1970), un centre de production et de diffusion d'œuvres vidéographiques indépendantes, surtout documentaires.
Des artistes, notamment signataires du Refus Global, fréquentent régulièrement les maisons familiales et les Roy deviennent des collectionneurs d'art moderne. Dans la région de Charlevoix, où ses parents possèdent une résidence secondaire, Stéphane Roy côtoie plusieurs des amuseurs publics qui vont devenir les fondateurs du Cirque du Soleil.
Intéressé par de dessin, attiré par l'architecture, il intègre le programme de scénographie de l'École nationale de théâtre du Canada en 1984. Il appartient à la promotion de 1988.

## Œuvre
Stéphane Roy entame sa vie professionnelle à la fin des années 1980 alors que la scène québécoise se trouve dans une grande phase créatrice. Ce renouveau se manifeste à travers des dramaturges (Normand Chaurette, Michel Marc Bouchard), des metteurs en scène (Gilles Maheu, Robert Lepage), des chorégraphes (Édouard Lock, Marie Chouinard) et un écosystème de productions stimulant les échanges entre les artistes de l'avant-garde et les institutions, la scène locale et internationale. Le Cirque du Soleil répond à ces caractéristiques.

### Théâtre et danse
La dramaturgie d'après le référendum de 1980 au Québec tend à s'éloigner de la critique sociale et des ancrages identitaires propres aux années 1960 et 1970 au profit de créations un peu plus introspectives et éclatées, misant sur la technologie. Le théâtre de l'image se développe. Les scénographies sont mises de l'avant.
« Cette écriture scénique consiste en un assemblage, un brassage ou un bricolage d'objets, de paroles, de musiques, de sons, d'éclairages, de textes, de gestes, de mouvements, d'appareils technologiques, d'écrans, etc., bref, d'éléments disparates et hétérogènes qui s'offrent comme des ressources sensibles potentiellement exploitables tout au long de la création théâtrale, notent deux spécialistes universitaires. La combinaison, la recombinaison, le déplacement, le jeu de ces éléments permet la constitution de la matière ou texte spectaculaire, laquelle tient précisément dans le rapport intime que ces matériaux ou éléments scéniques établissent entre eux et avec l'espace théâtral. »
Stéphane Roy lui-même intègre rapidement cette nouvelle scène québécoise. Au total, en un peu plus d'une décennie après sa sortie de l'École nationale de théâtre du Canada, il participe comme scénographe ou directeur artistique à une centaine de productions présentées à Montréal ou en tournée à l'étranger. Il collabore avec tout un pan de la scène québécoise, dont Gilles Maheu, Dominic Champagne et Édouard Lock. Il s'attaque à des créations (y compris pour la jeunesse) comme à la relecture de classiques, dont Oncle Vania pour la Compagnie Jean-Duceppe et La Mouette au Théâtre du Nouveau Monde, en 2006. À compter de 1995, il est le scénographe quasi exclusif des productions des compagnies de danse contemporaine La La La Human Steps et O Vertigo.
Les scénographies de Stéphane Roy demeurent fortement influencées par l'architecture et les arts visuels contemporains. Le sentiment des personnages sert parfois à fabriquer le matériau scénique. Souvent, Stéphane Roy travaille par déduction rationnelle, en s'inspirant moins du texte et des didascalies que du sous-texte et des associations d'idées fortes. Pour Combat de nègre et de chiens au Théâtre du nouveau monde (1999), il déploie un réalisme métaphorique par lequel la roulotte du chantier des travailleurs s'enfonce dans la scène. La même démarche inspire les maisonnettes utilisées pour Chagall d'O Vertigo. Là encore, le traitement réaliste des éléments scénographiques ne sert pourtant pas un décor réaliste.
Les éléments architectoniques symboliques participent activement à la mise en scène des drames. Il utilise par exemple le miroir, matériau tabou des scènes en raison de ses difficultés d'éclairage. Dans une reprise de Provincetown Playhouse de Normand Chaurette (Espace Go, 1992), ce « référent réfléchissant est un révélateur de la profonde ambiguïté du comportement du personnage principal, créé par cet auteur, maître de l'indéfinissable».
« Le talent de Stéphane Roy est là : moins dans une transparence absolue du lien personnage-espace que dans l'inscription heureuse ou douloureuse d'hommes et de femmes dans une architecture qui les dépasse, où ils doivent vivre et survivre, écrit le critique de théâtre Stéphane Lépine. À l'exemple du cinéaste Michelangelo Antonioni, Roy, scénographe-architecte, par ses organisations spatiales, accuse l'indicible qui sépare les êtres, cadre un espace où tout est en relation, et où tout est très souvent obstacle, clôture, solitude, confrontation au vide…»

### Cirque
Stéphane Roy réalise une première collaboration avec le Cirque du Soleil pour la production Dralion (1999) présentée en tournée mondiale sous chapiteau. Il conçoit ensuite les scénographies de Varekai (2002), Zumanity (2003) Koozå (2007), Zarkana (2011) et Kurios, Cabinet des curiosités (2014).
Ses créations pour le cirque explorent plusieurs voies esthétiques, un prisme de possibilités, tout en respectant les énormes contraintes de la représentation circacienne où dominent les acrobaties et une musique livrée en direct. «Contrairement au théâtre, qui travaille dans le court terme, le Cirque fait tourner ses productions pendant des années, une décennie complète même, à travers le monde, déclare Stéphane Roy dans un article du quotidien Le Devoir qui le présente comme « Le prince des planches ». « Notre mandat, c'est donc de créer un nouveau spectacle qui pourra tenir la route et plaire aux quatre coins du monde, dans le style du Cirque du Soleil évidemment, mais avec une facture tout de même originale, en fonction de nos cordes sensibles. […] Le mot clé c'est: collaboration. Les créateurs font partie d'une seule et même cellule de création et tous les éléments, que ce soit la musique, la chorégraphie ou l'éclairage doivent s'intégrer à la vision d'ensemble du metteur en scène. »
Pour Varekai, il plante une forêt de 300 bambous métalliques qui peut en même temps servir de perchoir aux artistes-athlètes. Pour Koozå, l'écrin imaginé pour accueillir les quelque 50 artistes et la douzaine de numéros se déploie sur une piste circulaire ceinturée d'une salle à 260 degrés. La carte du ciel du premier jour de la première performance publique est peinte sur le plancher de scène. Des éclairages encastrés projettent une douce lumière sur les visages des artistes, rappelant les feux de la rampe des anciens théâtres. En fond de scène, un immense tissu bleuté et de grandes voiles s'ouvrent comme une fleur de Giorgia O'Keefe pour dévoiler un bataclan. Les ouvertures à la base de la tour mobile servent aux entrées et sorties des artistes. L'étage central accueille l'orchestre. Le dernier niveau évoque un campement de bédouin. En fait, toute la décoration du bataclan s'inspire de la culture hindoue, des autobus pakistanais et des bijoux indiens.
« Tout ça demeure très simple, très low-tech même, explique le concepteur. Les voiles qui encadrent le bataclan bougent à l'aide de cordes et de poulies actionnées par deux personnes. Beaucoup d'éléments se montent et se démontent avec un maillet et quelques tiges. Même les plus grosses pièces peuvent se déplacer à la main. »
La création de Zarkana en 2011 offre de nouvelles possibilités grâce à l'immense cadre de scène du Radio City Hall à New York. La production est maintenant installée à Las Vegas, y compris son immense rideau. Stéphane Roy développe une scénographie illusionniste qui multiplie les effets de profondeurs à l'aide d'autres drapés et de projections sur un immense écran en fond de scène. « Le design de Stéphane Roy évoque un grand théâtre qui serait lentement repris par une jungle dévorante », dit la critique du New York Times.
Théophile Gautier écrit que le cirque est « un opéra pour l'œil ». Stéphane Roy lui-même reprend cette allégorie. « C'est comme un opéra qui utilise plusieurs rideaux, des traditions françaises, autrichienne, vénitienne et du kabuki, pour ponctuer la performance et établir les différents tableaux. »

### Autres projets
Le scénographe prend en charge un espace pour en faire le lieu d'un spectacle particulier. L'origine et l'ancrage de la création scénographique de Stéphane Roy se trouvent au théâtre et dans la danse. C'est là qu'il a développé sa connaissance de l'espace du spectacle et de ses exigences propres. Il a ensuite transposé cette expertise au cinéma, en télévision, en publicité, dans le secteur des variétés et au cirque.
Depuis quelques années, Stéphane Roy conçoit d'autres lieux, y compris des espaces muséaux. Cette scénographie élargie englobe un ensemble de techniques du son, de l'image et de la lumière utilisées pour définir une ambiance, dans un casino, une exposition ou un événement festif. Cette théâtralisation des espaces poursuit l'interrogation du rapport entre la réalité et la fiction.
Avec le designer d'intérieur Bruno Braën, il crée notamment la scénographie des expositions Rouge Cabaret : le monde effroyable et beau d'Otto Dix (2010) et Les Guerriers chinois (2011), toutes deux présentées au Musée des beaux-arts de Montréal. Depuis 2011, Stéphane Roy est l’un de trois artistes en résidence mandatés par l'Espace pour la vie, le regroupement des Muséums nature de Montréal, afin de créer des liens organiques entre les quatre musées des sciences naturelles de la ville.

## Créations

### Pour le théâtre
- Peau, chair et os, adaptation et mise en scène de Gilles Maheu (Carbone 14, 1991)
- Dans la solitude des champs de coton de Bernard-Marie Koltès, mise en scène d'Alice Ronfard (Espace Go, 1991)
- Provincetown Playhouse, juillet 1919, j'avais 19 ans, de Normand Chaurette, mise en scène d'Alice Ronfard (Espace Go, 1992)
- En attendant Godot, de Samuel Beckett, mise en scène d'André Brassard (TNM, 1992)
- Les âmes mortes, mise en scène de Gilles Maheu (Carbone 14, 1996)
- L'Odyssée d'après Homère, mise en scène de Dominic Champagne (Théâtre Il va sans dire et TNM, 2000)
- Ivanov d'Anton Tchekhov, mise en scène d'Yves Desgagnés (Compagnie Jean-Duceppe, 1993)

### Pour la danse
- Chagall (1989), La Chambre blanche (1991) et Train d'enfer (1991), chorégraphies de Ginette Laurin (O Vertigo Danse)
- Infante, c'est destroy (1990), 2 (1995), Exaucé/Salt (1999) Amelia (2002), Les Boréades pour l'Opéra de Paris (003), chorégraphies d'Édouard Lock (La la la Human Steps)

### Pour le Cirque du Soleil
- Dralion, mise en scène de Guy Caron (1999)
- Varekai, mise en scène de Dominic Champagne (2002)
- Zumanity, mise en scène de René Richard Cyr et de Dominic Champagne (2003)
- Koozå, mise en scène de David Shiner (2007)
- Zarkana, Radio City Music Hall, mise en scène de François Girard (2011)
- Kurios, Cabinet des curiosités, mise en scène de Michel Laprise (2014)

### Comédie musicale
- Bernadette de Lourdes, mise en scène de Serge Denoncourt (2019)[9]

## Honneurs et récompenses
- Prix Gémeaux, meilleure direction artistique: toutes catégories (Le petit musée de Vélasquez), 1994.
- Prix de la meilleure scénographie décerné par l’Association québécoise des critiques de théâtre (Provincetown Playhouse), 1992.
- Prix de la révélation de l’année toutes catégories décerné par l’Association québécoise des critiques de théâtre (Billy Strauss et Le réverbère), 1989.